# Некрасов, Владилен Петрович
Владилен Петрович Некрасов (17 июля 1934, Дор-Ваганский, Ивановская Промышленная область — 2 декабря 2016, Севастополь) — советский военнослужащий, вице-адмирал, с 1985 по 1992 год — член Военного совета — начальник политуправления Краснознамённого Черноморского Флота. Кандидат в члены ЦК КПУ в 1985—1990 годах. Член ЦК КПУ в 1990—1991 году. Народный депутат Украины 12 (1) созыва (1990).

## Биография
Родился 17 июля 1934 года в деревне Дор-Ваганский (ныне — Ярославской области) в семье служащих.
В 1954 году окончил техникум механизации и электрификации сельского хозяйства в городе Ростове Ярославской области.
В 1954—1958 годы — курсант Киевского высшего военно-морского политического училища.
В 1958—1967 году — секретарь комитета ВЛКСМ эскадренного миноносца проекта 30-бис «Вдумчивый»; помощник начальника политотдела по комсомольской работе соединения подводных лодок Тихоокеанского Флота. Член КПСС.
Окончил Военно-политическую академию имени Ленина.
В 1967—1974 годах — заместитель командира атомной подводной лодки по политчасти, заместитель начальника, начальник политотдела 17-й дивизии атомных подводных лодок Северного флота. В 1974—1977 годах — начальник отдела пропаганды и агитации—заместитель начальника Политуправления Черноморского флота. В 1977—1981 годах — заместитель начальника Политуправления Балтийского флота. Контр-адмирал (1981). В 1981—1983 годах — член Военного совета— начальник Политотдела Каспийской военной флотилии. В 1983—1985 годах — начальник Киевского высшего военно-морского политического училища.
В 1985—1992 годах — член Военного совета —начальник Политуправления Краснознаменного Черноморского флота. Вице-адмирал (1987).
Делегат XXVII съезда и XIX Всесоюзной партконференции КПСС.
Народный депутат Украины 12 (1) созыва с марта 1990 года (избран во 2-й туре) Балаклавский избирательный округ № 237. Член Комисии ВР Украины по вопросам обороны и государственной безопасности.
Затем — в отставке. Был женат, воспитал двоих детей.
2 декабря 2016 году после тяжёлой продолжительной болезни в Севастополе Некрасов Владилен Петрович скончался. Похороны вице-адмирала В. П. Некрасова состоялись 6 декабря 2016 года, отпевание было в усыпальнице адмиралов Владимирского собора Севастополя.

## Награды
- орден Красной Звезды
- орден «За службу Родине в Вооружённых Силах СССР» III ст.
- медали